# Feux de Brazza
 (décembre 2010).
Si vous disposez d'ouvrages ou d'articles de référence ou si vous connaissez des sites web de qualité traitant du thème abordé ici, merci de compléter l'article en donnant les références utiles à sa vérifiabilité et en les liant à la section « Notes et références ».
Les Feux de Brazza,  Festival Populaire et International des Musiques Traditionnelles, se déroulent à Brazzaville en République du Congo. Il a lieu une fois tous les deux ans en alternance avec le festival panafricain de musique (FESPAM) et privilégie les échanges culturels traditionnels.

## Biographie
Le festival populaire Feux de Brazza  est né en mai 2005 afin de créer un événement culturel tourné essentiellement vers la musique traditionnelle. Ce festival international accueille des groupes d’artistes d’Afrique, musiciens et danseurs artistes peintres et chercheurs. Monsieur Gervais Hugues Ondaye directeur général en est le fondateur. Il est entouré par des personnalités comme Cyr Ebina, directeur des relations publiques, Claudia Lemboumba Sassou N'Guesso marraine du festival, conseillère aux relations publiques du chef de l'État, Romuald Mbépa, directeur de la communication, Yvon Adelard BONDA, directeur de la logistique, Flore Yvette BIANGANA NZOUMBA et Peggy HOSSIE, responsable en Europe. 
Des séminaires et colloques permettent des échanges et des réflexions entre universitaires et chercheurs et autres acteurs culturels autour des musiques traditionnelles africaines. Le Cerdotola (Centre régional de recherche et de documentation sur les traditions orales et pour le développement des langues africaines) s’engage à soutenir le festival. Cette institution Inter-États coopère scientifiquement pour la préservation, la diffusion et la mise en valeur du patrimoine africain. 
En France, la chaîne de télévision CINAPS TV, chaîne scientifique et culturelle sur le canal 21 de la TNT soutient ce festival. Son président, l'universitaire Romain Philippe Pomedio, entreprend un projet de captations et de productions de films scientifiques ethnomusicologiques via l’UNESCO afin de sauvegarder ces traditions de musiques et de danses africaines, véritable patrimoine de l’humanité qui risquent de disparaître en quelques décennies.  
Les flammes du feu de bois inaugurent les festivités  et symbolisent la tradition ancestrale  qui ne doit pas se perdre. Les feux de Brazza doivent être la sauvegarde des traditions culturelles africaines et faire en sorte qu’à travers ce festival, les générations futures soient le lien qui fera continuer d’exister cette culture. 
C’est un défi lancé aux jeunes générations qui doivent se sentir impliquées et préserver comme un joyau cette culture de la musique  et de la danse africaine.